# 651 Antikleia
651 Antikleia là một tiểu hành tinh ở vành đai chính, thuộc nhóm tiểu hành tinh Eos. Nó được August Kopff phát hiện ngày 4.10.1907 ở Heidelberg, và được đặt theo tên Anticlea, mẹ của Odysseus trong thần thoại Hy Lạp.